# 塔利班—伊斯蘭國衝突
塔利班—伊斯蘭國衝突是塔利班和伊斯蘭國於阿富汗持續進行的一場長期衝突。2015年2月2日，隸屬於伊斯蘭國呼羅珊省的武裝分子殺害了塔利班洛加爾省高級指揮官阿卜杜勒·加尼，衝突就此升級。自此，塔利班和伊斯蘭國呼羅珊省一直就控制權發生衝突。塔利班和伊斯蘭國的衝突主要發生在阿富汗東部地區，但阿富汗西北部和西南部亦不時發生衝突。
蓋達組織、哈卡尼網絡等組織支持塔利班，而伊斯蘭國則得到毛拉達杜拉陣線和乌兹别克斯坦伊斯兰运动親伊斯蘭國派系的支持。2021年塔利班接管喀布爾後，阿富汗情報機構和阿富汗國民軍的多名成員也加入了伊斯蘭國呼羅珊省。曾為塔利班的分裂派別的阿富汗伊斯蘭酋長國高級委員會在2021年喀布爾陷落後，宣布他們已宣誓效忠塔利班並將解散。